# لوكاس مينديز (لاعب كرة قدم)
لوكاس مينديز (بالإنجليزية: Lucas Mendes)‏ (29 ديسمبر 1997 في الولايات المتحدة - ) هو لاعب كرة قدم أمريكي في مركز الوسط. لعب مع خيالة فرجينيا ‏.

## وصلات خارجية
- لوكاس مينديز (لاعب كرة قدم) على موقع قاعدة بيانات كرة القدم.إي يو (الإنجليزية)